# Bialbero di Casorzo
O Bialbero del Malvasia di Casorzo (em Português: Biárvore de Casorzo) uma amoreira acima da qual cresceu uma cerejeira e está localizado entre Grana e Casorzo, no Piemonte, Itália.;  A cerejeira fica bem acima da amoreira em que se encontra.

## História
As epífitas não são incomuns, mas normalmente têm um tamanho pequeno e vida curta, pois não há húmus e espaço suficiente para o crescimento.
Grandes epífitas como o bialbero di Casorzo;  exigem que a parte superior da árvore tenha uma conexão entre suas raízes e o solo, por exemplo, através de um tronco oco.